# Sun Myung Moon

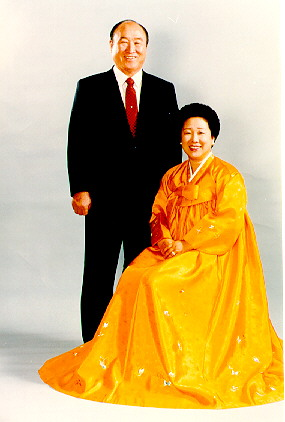
Sun Myung Moon och hans hustru Hak Ja Han.

Sun Myung Moon, född 25 februari 1920 i provinsen Heian-hokudō i Generalguvernementet Korea, död 3 september 2012 i Gapyeong i provinsen Gyeonggi, var en sydkoreansk religiös ledare, grundare av den nyreligiösa rörelsen Familjefederationen för Världsfred och Enighet, mer känd som Enighetskyrkan.

## Liv och karriär
Moon var näst äldste sonen i en stor syskonskara. Familjen var konfucianister men omvände sig till kristendomen när Moon var i tioårsåldern. Moon hade för vana att be utomhus och han påstod att han på påskafton 1935 fick en vision av Jesus, som sa åt honom att färdigställa Guds rike på jorden och skapa fred i världen.
Efter andra världskriget predikade han i Nordkorea. 1946 arresterades han och blev slagen av nordkoreanska poliser men överlevde. Han arresterades igen 1948 och skickades till arbetslägret i Hungnam. Han var kvar där tills lägret befriades av FN-trupper 1950.
1954 grundade han Holy Spirit Association for the Unification of World Christianity i Seoul (senare känd som Enighetskyrkan). Rörelsen expanderade snabbt och spred sig till andra länder. I Moons läror ingår även politik i form av antikommunism och kristen konservatism.

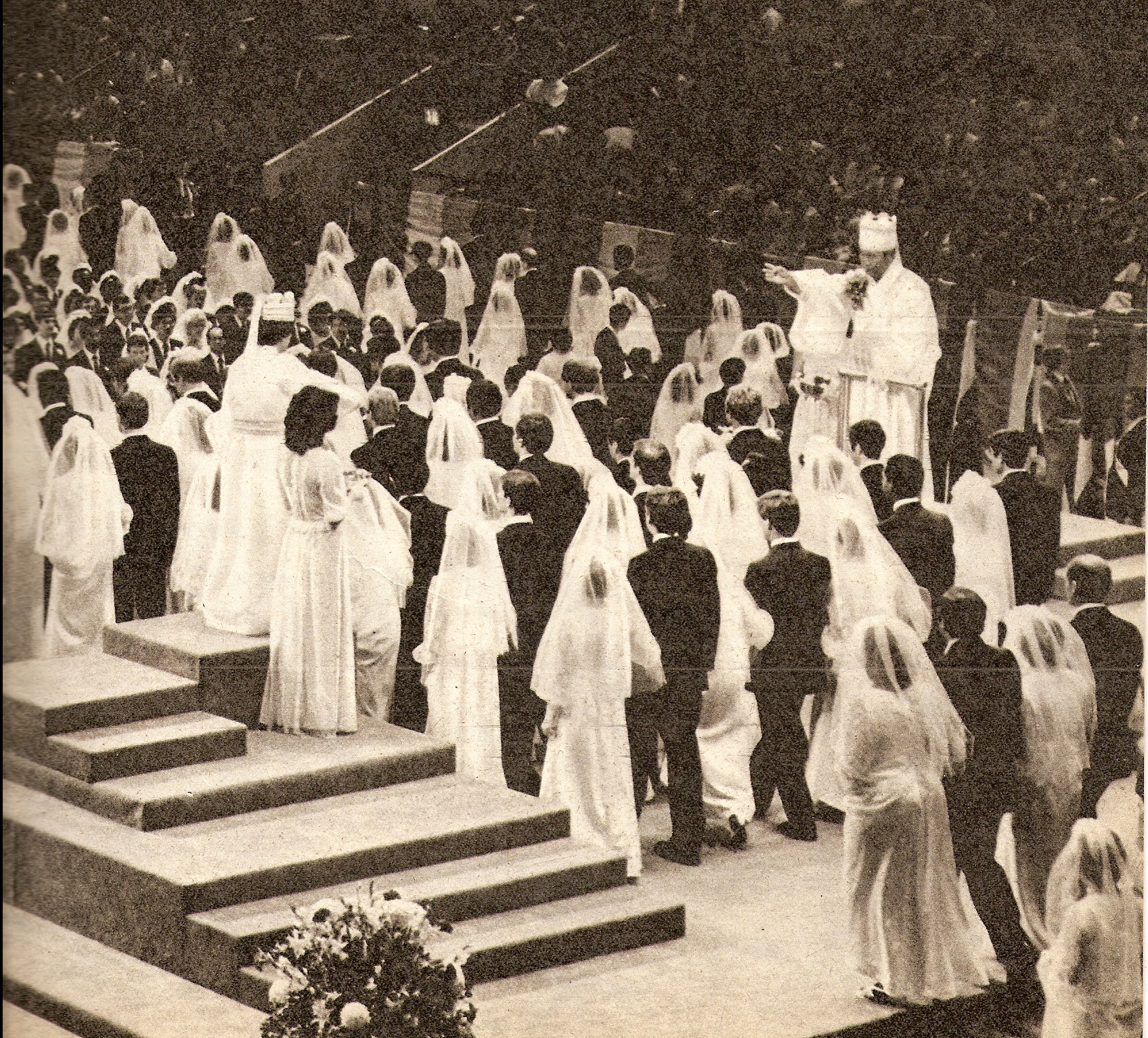
Moon leder ett massbröllop i juli 1982.

1960 gifte sig Moon med Hak Ja Han. Paret betraktas av rörelsens anhängare som "de sanna föräldrarna" och de och deras barn som "den sanna familjen". Kort efter deras giftermål höll de den första "välsignelseceremonin", i vilken 36 par vigdes. Moon beslutade vilka som skulle gifta sig med varandra. Sedan dess har man hållit liknande ceremonier åtskilliga gånger, i mycket större skala. Enligt kritiker och vittnen levde "den sanna familjen" ett lyxliv på kyrkans tillgångar, på en stor egendom i Irvington, New York.
1971 flyttade Moon till USA där han gav sitt stöd till Richard Nixon i samband med Watergateskandalen. Moon och hans rörelse ägnade sig åt en rad olika verksamheter. Detta tilldrog sig kongressens uppmärksamhet och den så kallade Fraser-kommittén ansåg att Moon och Enighetskyrkans mål var att skapa en världsregering styrd av Moon och hans anhängare och att Moon ägnat sig åt en rad olika affärs- och andra verksamheter för att uppnå sina mål och att man brutit mot en mängd olika lagar. Inga åtal väcktes dock mot Moon. 1982 dömdes han till böter på 25 000 dollar och fängelse för skattebrott, och avtjänade sitt 18 månaders fängelsestraff med början 1984.
1984 avled Moons son, Heung-Jin Moon. Moon påstod att Haung-Jin var "kung över andarna" i himlen. Ett antal medlemmar hävdade att de hade kontakt med hans ande. Ett par år därefter erkände familjen Moon en medlem från Zimbabwe som "den svarte Heung Jin Nim", ett medium för Heung-Jin Moon. Denne turnerade jorden runt och höll föredrag och möten i vilka han enligt vittnen misshandlade folk med basebollträ och slog folk i huvudet.
Sun Myung Moon avled 2012, 92 år gammal.

## Affärsverksamheter
1982 grundade Moon och andra av Enighetskyrkans ledare, med kyrkans pengar, den konservativa dagstidningen The Washington Times. Moon och Enighetskyrkan köpte även upp nyhetsbyrån United Press International och grundade biltillverkaren Pyeonghwa Motors i Nordkorea.

## Sektanklagelser och relationer med andra kristna
Moon har själv hävdat sig vara Messias. och han och hans kyrka har fått mycket kritik från de som arbetar mot sekter. Välkända bekämpare av sekter som Steven Hassan och Rick Ross anser att den är en farlig sekt. FRI, Föreningen Rädda Individen, säger samma om Moonrörelsen i Sverige. I synnerhet får massbröllopen mellan personer som Moon och Moonkyrkan handplockat och gift bort med varandra, kritik av motståndarna till Moonrörelsen.
Moon har också ofta kritiserats av andra kristna för vad de anser vara felaktiga läror. Mot slutet av sitt liv kom han dock att stå på vänskaplig fot med en del kristna ledare som Jerry Falwell.